# Conecta SC
O Conecta SC é um portal de comunicação digital brasileiro, com sede na Grande Florianópolis, em Santa Catarina. A plataforma publica notícias, reportagens e conteúdos sobre cultura, cidadania, comunicação, educação, política, sociedade, sustentabilidade, dentre outras editorias, e disponibiliza uma agenda com os principais eventos que acontecem no estado, sendo também um portal de conteúdos sobre o turismo de Santa Catarina.